# Escuque
Escuque – miasto w Wenezueli, w stanie Trujillo.